# Saint Sampson, Guernsey
Saint Sampson (St Sampson) är en parish i Guernsey. Den ligger i den nordöstra delen av Guernsey. Antalet invånare är 8 592.